# Смертная казнь в Швеции
Смертная казнь в Швеции применялась до 1910 года. В настоящее время шведская конституция строго запрещает смертную казнь, телесные наказания и пытки.

## История
В 1800—1866 годах в Швеции было проведено 644 казней, что поставило её на второе место после Испании. В 1864 после реформы уголовного кодекса применение смертной казни было серьёзно ограничено (предлагалась и её отмена), было отменено повешение. С 1866 года вплоть до отмены смертной казни в 1921 было казнено пятнадцать человек (из 120 приговорённых). Только одно преступление после 1864 повлекло за собой обязательное применение смертной казни — убийство тюремного охранника заключённым, отбывающим пожизненное заключение. За сходное преступление также был вынесен смертный приговор — в 1866 был казнён Йонас Магнус Борг, а в 1872 Карл Отто Андерсон.
Для палачей использовались два названия: Skarprättare, выполнявший обезглавливания, и Bödel, выполнявший повешения за шею и другие виды смертной казни. До начала 19 века повешения применялись для людей незнатного происхождения, а обезглавливание — для дворян. В 19 веке в каждой провинции Швеции и в столице был свой палач, совершающий поездки по району для выполнения казней. В 1900 была учреждена должность государственного палача (riksskarprättare), которую занял Альберт Густав Далман, приняв ответственность за выполнение всех казней в Швеции.

## Последние казни
Последнее повешение состоялось в 1836, этот способ казни оставался законным до вступления в силу уголовного кодекса 1864 года, исключившего этот способ. После этого, единственным видом смертной казни в Швеции стало обезглавливание, сначала топором, а с 1906 года — гильотиной.
Последний казнённым в Швеции стал Йоан Альфред Андер, приговорённый к смерти за грабёж, сопряжённый с убийством и совершённый в январе 1910. Его приговор не был смягчён и Андера казнили 23 ноября в стокгольмской тюрьме Лангхолмен при помощи гильотины (Это был единственный случай использования гильотины в Швеции). В роли палача выступил Альберт Густав Далман. Далман умер в 1920 в возрасте 72 лет. Считается, что проблемы с поиском нового палача стали одной из причин отмены смертной казни, последовавшей годом спустя.
Анархо-коммунист и рабочий активист (на тот момент безработный) Антон Нильсон был приговорён к смертной казни (а двое его товарищей — к пожизненной каторге) за подрыв в 1908 году бомбы на судне, на котором жили нанятые работодателем во время стачки докеров Мальмё английские штрейкбрехеры (один из них погиб). Однако развернулась широкая международная кампания, и перед казнью Нильсон был помилован и отправлен отбывать пожизненное заключение в трудовой лагерь. Наконец, в октябре 1917 года, Антон Нильсон и его товарищи были освобождены по первому решению нового коалиционного правительства либералов и социал-демократов.
28 мая 1920 монархист, член Белого движения Магомед-бек Хаджетлаше был приговорён к смерти за грабёж и убийство троих российских граждан, предположительно симпатизировавших большевикам, на так называемой Русской вилле (Ryssvillan) в 1919 году. Было объявлено, что это ужасное и тщательно спланированное преступление. Также было заявлено о четырёх возможных жертвах, пропавших в тот же день. Это был последний приговор к смертной казни в Швеции. Сообщники Хаджетлаше получили более мягкие наказания. После апелляции смертная казнь (всё ещё действовавшая в то время) была изменена апелляционным судом Свеаланда на пожизненную каторгу. Хаждетлаше предположительно заболел душевным заболеванием в заключении и умер в тюрьме Лангхолмен в 1929.
Последней женщиной, приговорённой к смертной казни стала Хильда Нильсен, приговорённая к гильотине 14 июля 1917 за убийство нескольких детей. Она не стала ожидать казни и повесилась в камере крепости Ландскруна. Предполагается, что её приговор хотели смягчить, но она ко времени самоубийства об этом не знала.
Последней казнённой женщиной стала Анна Мансдоттир. Её обезглавили 7 августа 1890 при помощи топора. Она и её сын Пер Нильсен убили жену Нильсена Ханну Йонасдоттир. Анна также вступила в половые отношения с сыном. Пер Нильсен был приговорён к пожизненному заключению и освобождён в 1914. Последней женщиной, казнённой в Стокгольме, стала Хелен Катарина Лёв, обезглавленная за детоубийство 19 сентября 1829.
Последняя публичная казнь в Швеции состоялась 18 мая 1876 года. В 7 утра у Стенхулма Баке близ Висбю и у Лидамона близ Мальмкёпинга одновременно были обезглавлены Конрад Лунквист Петерсон Тектор и Густав Эриксон Хйерт, приговорённые к смерти за одно и то же преступление — неудавшееся ограбление дилижанса, совершённое двумя годами раньше, которое привело к смерти одного из пассажиров и кучера дилижанса. Казни выполнили Пер Петер Кристиансен Стейнек и Йохан Фредрик Хьойрт.
10 августа 1853 состоялась последняя казнь, вынесенная не за убийство. Мартен Пехрсон был казнён за нападение при отягчающих обстоятельствах у Рёглы (близ Истада). Последняя казнь за нападение, не связанное с убийством, была проведена 29 марта 1837 в Стокгольме, когда был обезглавлен Андерс Густав Линдберг.

## Отмена смертной казни
3 июня 1921 смертная казнь отменена за все преступления, совершённые в мирное время, а 1 января 1973 — за все преступления, совершённые во время войны.
Статья Конституции, принятой в 1975, запрещает смертную казнь. Швеция — участница второго протокола Международного пакта о гражданских и политических правах (ратифицирован в 1990), шестого (1984) и тринадцатого (2003) протоколов Европейской конвенции по правам человека.
В Риксдаге штатов большинство крестьян выступали за отмену смертной казни, в частности, при обсуждении нового уголовного кодекса от 1864 года.
Около 30-40 % шведов поддерживают смертную казнь. Согласно данным опроса 2006 года компании SIFO 36 % населения полагает, что за некоторые виды преступлений должна выноситься смертная казнь. В основном смертную казнь поддерживают молодые мужчины, но в общем никакая возрастная группа в большинстве не показывает поддержки смертной казни.